# Niet-vernieuwbare hulpbron
Een niet-vernieuwbare hulpbron of niet-hernieuwbare hulpbron is een natuurlijke hulpbron die niet aangevuld kan worden, zodat menselijke winning ervoor zorgt dat de hulpbron langzaam uitgeput raakt. Hulpbronnen die zeer langzaam aangevuld worden, zoals fossiele brandstoffen, worden ook tot de niet-vernieuwbare hulpbronnen gerekend. Een andere belangrijke groep niet-vernieuwbare hulpbronnen zijn metalen als aluminium, koper of goud. Zulke metalen zijn recyclebaar, maar het zijn geen vernieuwbare hulpbronnen omdat de reserves zich niet vanzelf aanvullen.
De wereldwijde vraag naar natuurlijke hulpbronnen neemt toe als gevolg van de wereldwijde bevolkingsgroei en groei van de wereldeconomie. Tegelijk nemen de reserves van niet-vernieuwbare hulpstoffen af door de exploratie ervan.
Reserves verschillen sterk per land of regio; en per hulpbron. De bewezen reserves zijn de reserves waarvan het bestaan is aangetoond. Daarnaast zijn er onbewezen reserves, waarvan het bestaan waarschijnlijk is maar niet vaststaat. Dat een reserve bestaat betekent niet dat ze winbaar is. Veel bewezen reserves van aardolie bijvoorbeeld zijn niet technisch winbaar omdat ze zich te diep in de ondergrond bevinden. Daarnaast zijn er reserves die wel winbaar zijn, maar waarvan de kosten van de exploratie hoger zijn dan de marktprijs. Zulke reserves zijn misschien wel technisch, maar niet economisch winbaar. Een technologische doorbraak kan de winbare reserves (zowel technisch als economisch) vergroten. Zo werd de winbare reserve van aardgas vergroot met de introductie van nieuwe technieken zoals fracking en horizontale boringen aan het einde van de 20e eeuw.
Van niet-vernieuwbare hulpbronnen met grotere reserves is de prijs relatief stabiel, omdat het makkelijk is de exploratie te vergroten, wat de stijging van de wereldwijde vraag opvangt. Als de reserves van een hulpbron minder groot zijn is de prijs sterker afhankelijk van de vraag. De prijs van bijvoorbeeld relatief zeldzame edelmetalen als goud, zilver, of platina volgt daarom over langere termijn de groei van de wereldbevolking.